# Suvereto (Wein)
 Suvereto DOCG sind italienische Rotweine, die seit dem 18. November 2011 eine „kontrollierte und garantierte Herkunftsbezeichnung“ (Denominazione di Origine Controllata e Garantita – DOCG) besitzen, die zuletzt am 7. März 2014 aktualisiert wurde. Das Weinanbaugebiet liegt in der norditalienischen Provinz Livorno in der Region Toskana. Die Denominazione wurde zuletzt am 7. März 2014 aktualisiert.

## Anbau
Das DOCG-Gebiet umfasst die gesamte Gemeinde Suvereto.

## Erzeugung
Artikel 2 beschreibt, welche Weintypen erzeugt werden dürfen:
- Suvereto: Darf bis zu 100 % Cabernet Sauvignon und/oder Merlot enthalten. Höchstens 15 % andere rote Rebsorten, die für den Anbau in der Region Toskana zugelassen sind, dürfen zugesetzt werden.
- Suvereto Sangiovese: Muss mindestens 85 % Sangiovese enthalten. Höchstens 15 % andere rote Rebsorten, die für den Anbau in der Region Toskana zugelassen sind, dürfen zugesetzt werden.
- Suvereto Merlot: Muss mindestens 85 % Merlot enthalten. Höchstens 15 % andere rote Rebsorten, die für den Anbau in der Region Toskana zugelassen sind, dürfen zugesetzt werden.
- Suvereto Cabernet Sauvignon: Muss mindestens 85 % Cabernet Sauvignon enthalten. Höchstens 15 % andere rote Rebsorten, die für den Anbau in der Region Toskana zugelassen sind, dürfen zugesetzt werden.

Die Weine dürfen frühestens ab dem 1. Juni des auf die Ernte folgenden zweiten Jahres verkauft werden.
Mit der Bezeichnung „Riserva“ dürfen nur Weine bezeichnet werden, die nach dem ersten Januar des dritten Jahres nach der Ernte zum Verkauf kommen und mindestens 13 Vol.-% aufweisen.